# Forces navales lettones
Les forces navales lettones (letton : Latvijas Jūras spēki) est la marine de guerre des forces armées lettones. Elle est chargée de mener des opérations militaires, de recherche et sauvetage, de dragage de mines et d'explosifs en mer Baltique, ainsi que des activités de surveillance écologique. Les forces navales ont participé avec succès à des opérations internationales OTAN/Partenariat pour la paix et à divers exercices. Les principales priorités de développement des forces navales sont d'étendre leurs activités au sein du Baltic Naval Squadron (BALTRON) et développer un système de surveillance maritime. Elles accordent une grande attention à la formation professionnelle spécialisée et à l'enseignement de l'anglais.

## Historique

### De l'indépendance à la Seconde Guerre mondiale

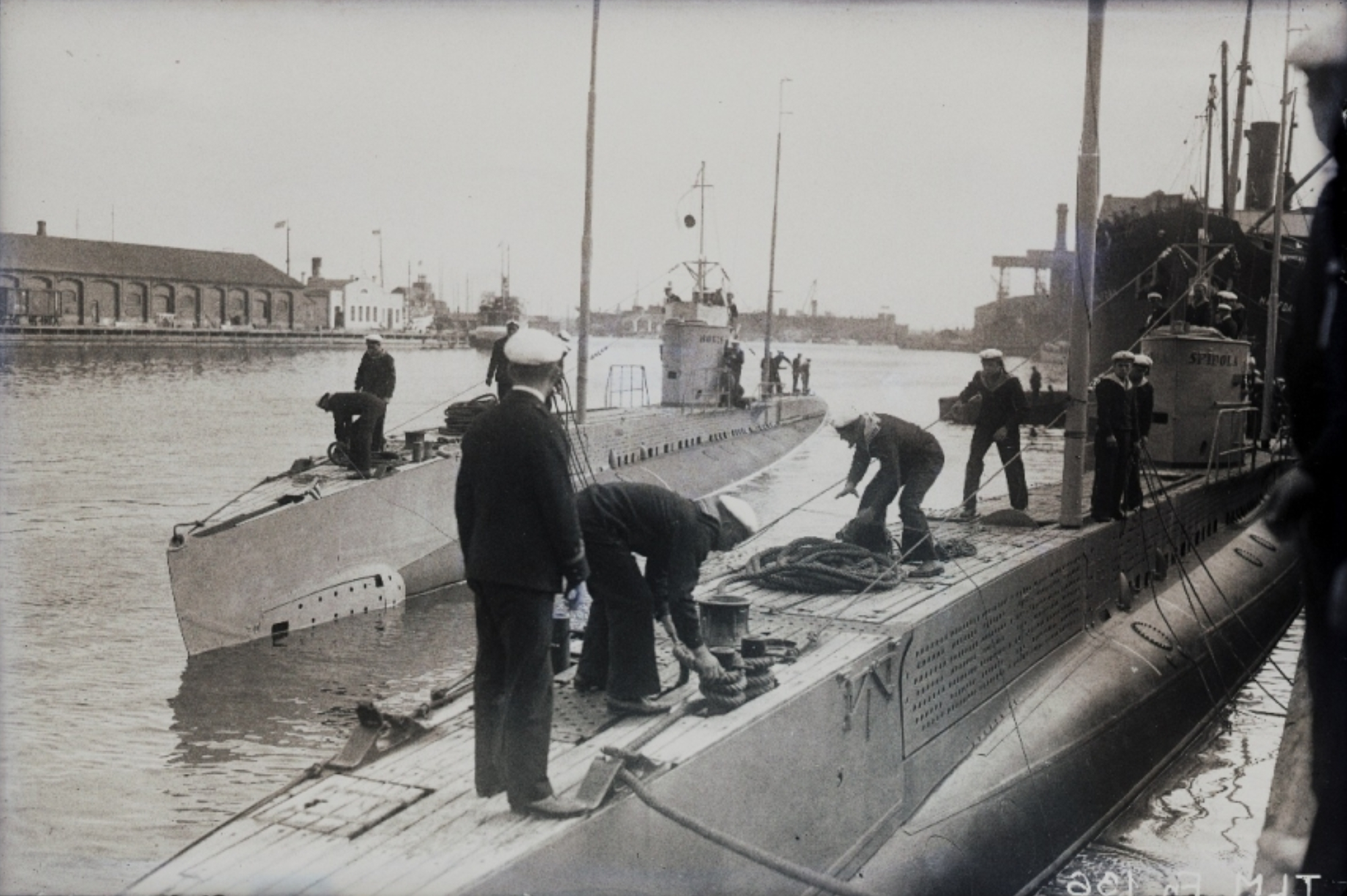
Sous-marin Letton Ronis et Spidola dans le port de Tallinn en 1927

Les forces navales lettones ont été fondées le 10 août 1919 avec son premier navire étant l’ancien dragueur de mines impérial allemand SMS M68. Auparavant, le M68 avait été coulé par une mine au large de Riga le 29 octobre 1917. Il a été renfloué en 1918 et ramené à Riga pour des réparations, mais a ensuite été saisi par les forces de la République socialiste soviétique de Lettonie en 1919, avant d’être repris par l’Allemagne. À la fin de la guerre d’indépendance de la Lettonie et à la victoire du gouvernement provisoire letton, le M68 a été officiellement mis en service dans les forces navales lettones sous le nom de Virsaitis. Il restera le seul navire de guerre de la marine lettone jusqu’en 1926.
En 1926, deux nouveaux dragueurs de mines de classe Viesturs, Viesturs et Imanta, ont été commandés à la France et mis en service plus tard la même année. La même année, deux sous-marins de la classe Ronis; Des Ronis et des Spīdola, également commandés à la France, furent commandés. Un sixième navire, l’ancien brise-glace allemand Passat, devient le sous-marin ravitailleur Varonis.
Les six navires constituaient l’intégralité des forces navales lettones lors de sa première incarnation, car la Grande Dépression a entravé l’expansion future. La Marine n’a pas participé à l’action au cours de ses premières existences.
En août 1940, l’Union soviétique envahit et occupa la Lettonie, et s’empara ainsi des six navires de guerre lettons. Tous ont été incorporés dans la flotte de la Baltique. Les deux sous-marins ont conservé leurs noms, mais le Virsaitis a été rebaptisé T-297 (son nom a été rétabli l’année suivante), le Viesturs a été renommé T-298, l’Imanta a été renommé T-299 et le Varonis a été renommé Ural.
Les six navires ont servi pendant la Seconde Guerre mondiale dans divers rôles. Ronis et Spīdola ont été sabordés à Liepāja le 24 juin 1941 pour empêcher leur capture par les forces allemandes. Le T-299 heurta une mine et coula au large de Saaremaa le 1er juillet 1941. L’Oural heurta une mine et coula le 28 août 1941. Virsaitis participe à l’évacuation de la garnison soviétique sur la péninsule de Hanko à la fin de 1941. Le 2 décembre 1941, il heurta une mine et coula au large de Hanko. Le T-298 a été le seul ancien navire de guerre letton à avoir survécu à la Seconde Guerre mondiale et a ensuite été converti en navire hydrographique en 1948. Son sort final est inconnu.

### Restauration après l'indépendance de 1991
Lorsque la Lettonie a retrouvé son indépendance en 1991, elle a commencé à recréer ses forces navales sous le commandement de l'amiral (alors capitaine) Gaidis Zeibots. En 1994, les forces navales étaient composées de la région sud (à Liepaja), de la région centrale (à Riga), du bataillon de défense côtière (à Ventspils) et du centre de formation (à Liepaja). L'événement naval le plus important de ces premiers jours de la République lettone rétablie s'est produit le 11 avril 1991 lorsque le drapeau letton a été hissé sur le premier navire de la Marine rétablie "SAMS". Cette date est désormais reconnue comme la renaissance des forces navales lettones.
En 1999, l'escadron naval de la Baltique (BALTRON) a été créé avec des navires des marines lituanienne, lettone et estonienne. Le 1er juillet 1999, les forces navales lettones ont été réorganisées. La structure actuelle a été établie sur la base des unités régionales précédentes : la Flottille des navires de guerre à Liepaja, la Flottille des navires de la Garde côtière à Riga (les sous-unités à Liepaja et Ventspils), le Bataillon de la défense côtière à Ventspils (les sous-unités sont le long la côte de la mer Baltique et de la baie de Riga), le centre de formation de Liepaja, la base logistique de Liepaja (les sous-unités sont à Riga et Ventspils).
Le 1er juillet 2004, les forces navales lettones ont de nouveau été réorganisées et, depuis lors, elles se composent du quartier général des forces navales, du QG de la flottille des forces navales avec sous-unités et des services de la garde côtière. La nouvelle structure organise mieux la formation et la spécialisation du personnel qu'auparavant et partage une plus grande responsabilité entre les commandants.
Dans le cadre du programme visant à équiper les forces navales de moyens modernes, le premier d'une nouvelle génération de navires de patrouille de fabrication nationale, fabriqués avec l'aide de l'Allemagne, a été lancé en 2011.

## Mission
La Force navale assure la défense des eaux territoriales nationales, mène des activités d'élimination des explosifs et munitions en mer et dans les ports, coordonne et mène des opérations de recherche et de sauvetage en mer dans la zone de responsabilité nationale. Des navires de guerre de la République de Lettonie se sont rendus à plusieurs reprises dans des pays étrangers et ont soutenu les visites de navires de guerre étrangers et de représentants navals en Lettonie.
Les navires de guerre de la région sud des forces navales lettones ont participé à de nombreux exercices internationaux menés conformément aux normes de l'OTAN.
Les tâches principales des forces navales sont les suivantes :
- Assurer la défense de la mer territoriale et des eaux intérieures de l'Etat (hors rivières et lacs) ;
- Effectuer une surveillance de la côte et contrôler la mer territoriale et les eaux intérieures, ainsi que la zone économique exclusive ;
- Assurer la préparation des unités à la mobilisation et au combat ;
- Participer à la surveillance écologique et aux opérations de recherche et de sauvetage en mer, ainsi que participer à l'élimination des conséquences des urgences survenues en mer ;
- Rechercher des explosifs en mer et les détruire ;
- Sécurisé pour les garde-frontières nationaux selon les procédures spécifiées par le Cabinet, avec les moyens techniques et les navires pour l'exercice de leurs fonctions en mer.

### Structure des forces navales
- Quartier général des forces navales :
- Escadron de navires de grre desmines : A-53 Virsaitis, M-04 Imanta, M-05 Viesturs, M-06 Tālivaldis, M-07 Visvaldis et M-08 Rūsiņš
- Équipe de plongée de l'escadron naval :
- Escadron de patrouilleurs : A-90 Varonis, P-05 Skrunda, P-06 Cēsis, P-07 Viesīte, P-08 Jelgava et P-09 Rēzekne
- Service de la garde côtière : KA-01 Kristaps, KA-06 Gaisma, KA-07 Ausma, KA-08 Saule, KA-09 Klints et KA-14 Astra
- Service d'observation et de communication marines :
- Atelier d'équipement des mines de la Baltique :

## Flotte actuelle
| Nom                                         | Photo                                            | Origine                                     | Classe                                      | Type                                        | Année de construction                       | Entrée en service (LNF)                     | Notes                                       |
| Commandement et soutien (Navire auxiliaire) | Commandement et soutien (Navire auxiliaire)      | Commandement et soutien (Navire auxiliaire) | Commandement et soutien (Navire auxiliaire) | Commandement et soutien (Navire auxiliaire) | Commandement et soutien (Navire auxiliaire) | Commandement et soutien (Navire auxiliaire) | Commandement et soutien (Navire auxiliaire) |
| ------------------------------------------- | ------------------------------------------------ | ------------------------------------------- | ------------------------------------------- | ------------------------------------------- | ------------------------------------------- | ------------------------------------------- | ------------------------------------------- |
| Virsaitis (A-53)                            |                                                  | Norvège                                     | Classe Vidar                                | Dragueur de mines                           | 1978                                        | 2003                                        | [ 1 ]                                       |
| Varonis (A-90)                              |                                                  | Pays-Bas                                    | Classe Buyskes                              | Bâtiment hydrographique                     | 1973                                        | 2004                                        | [ 2 ]                                       |
| Guerre des mines                            |                                                  |                                             |                                             |                                             |                                             |                                             |                                             |
| Imanta (M-04)                               |                                                  | Pays-Bas                                    | Classe Tripartite                           | Chasseur de mines                           | 1984                                        | 2007                                        | [ 3 ]                                       |
| Viesturs (M-05)                             |                                                  | Pays-Bas                                    | Classe Tripartite                           | Chasseur de mines                           | 1984                                        | 2007                                        | [ 4 ]                                       |
| Tālivaldis (M-06)                           |                                                  | Pays-Bas                                    | Classe Tripartite                           | Chasseur de mines                           | 1984                                        | 2008                                        | [ 5 ]                                       |
| Visvaldis (M-07)                            |                                                  | Pays-Bas                                    | Classe Tripartite                           | Chasseur de mines                           | 1984                                        | 2008                                        | [ 6 ]                                       |
| Rūsiņš (M-08)                               |                                                  | Pays-Bas                                    | Classe Tripartite                           | Chasseur de mines                           | 1984                                        | 2011                                        | [ 7 ]                                       |
| Patrouilleur                                |                                                  |                                             |                                             |                                             |                                             |                                             |                                             |
| Skrunda (P-05)                              |                                                  | Allemagne                                   | Classe Skrunda                              | Patrouilleur- catamaran                     | 2011                                        | 2011                                        | [ 8 ]                                       |
| Cēsis (P-06)                                |                                                  | Allemagne                                   | Classe Skrunda                              | Patrouilleur- catamaran                     | 2011                                        | 2011                                        | [ 9 ]                                       |
| Viesīte (P-07)                              |                                                  | Lettonie                                    | Classe Skrunda                              | Patrouilleur- catamaran                     | 2011                                        | 2012                                        | [ 10 ]                                      |
| Jelgava (P-08)                              |                                                  | Lettonie                                    | Classe Skrunda                              | Patrouilleur- catamaran                     | 2013                                        | 2013                                        | [ 11 ]                                      |
| Rēzekne (P-09)                              |                                                  | Lettonie                                    | Classe Skrunda                              | Patrouilleur- catamaran                     | 2013                                        | 2014                                        | [ 12 ]                                      |
| Garde côtière                               |                                                  |                                             |                                             |                                             |                                             |                                             |                                             |
| Kristaps (KA-01)                            | KBV class Latvian coastal patrol boat "Kristaps" | Suède                                       | KBV                                         | Patrouilleur côtier                         | 1964                                        | 1993                                        | [ 13 ]                                      |
| Gaisma (KA-06)                              | KBV class Latvian coastal patrol boat "Gaisma"   | Suède                                       | KBV                                         | Patrouilleur côtier                         | 1963                                        | 1994                                        | [ 14 ]                                      |
| Ausma (KA-07)                               | KBV class Latvian coastal patrol boat "Ausma"    | Suède                                       | KBV                                         | Patrouilleur côtier                         | 1963                                        | 1994                                        | [ 15 ]                                      |
| Saule (KA-08)                               |                                                  | Suède                                       | KBV                                         | Patrouilleur côtier                         | 1963                                        | 1994                                        | [ 16 ]                                      |
| KA-09 Klints                                |                                                  | Suède                                       | KBV                                         | Patrouilleur côtier                         | 1963                                        | 1994                                        | [ 17 ]                                      |
| KA-14 Astra                                 |                                                  | Finlande                                    | KBV                                         | Patrouilleur côtier                         | 1996                                        | 2001                                        | [ 18 ]                                      |